# Tsadik
Pour le label discographique, voir Tzadik.
Le mot hébreu tsadik ou tzadik (צדיק) désigne littéralement un homme juste. Ce terme provient de la racine צ־ד־ק, qui signifie « justice ».  
Le mot arabe sadiq (صادق) a le même sens.

## Définition
Dans l'absolu, le tsadik parfait ne pèche jamais, ni en action ni en parole ni même en pensée. Le Livre des Proverbes dit : « Le Tsadik est le fondement (yessod) du monde »
Dans le Tanakh, le mot tsadik apparaît en particulier en Genèse 18:25, lorsque Abraham tente de sauver les justes de Sodome et Gomorrhe.
Cette appellation sert aussi de titre et désigne un rebbe, ou maître spirituel, dans le hassidisme. Cette notion s'associe alors à celle de miracle, les rabbins « charismatiques » possédant des pouvoirs surnaturels. La Kabbale attribue elle aussi au tsadik des pouvoirs divins, dont celui de servir d'intermédiaire entre Dieu et le peuple juif.

## Les trente-six Tsadikim
Selon une tradition issue du Talmud, il existerait de par le monde, à chaque génération, 36 justes. S'ils venaient à disparaître, cela entraînerait la destruction du monde. Rien ne les distingue en apparence des autres hommes et eux-mêmes ignorent souvent qu'ils en font partie, d'où l'idée qu'ils sont « cachés ». En hébreu, ils se nomment les Tsadikim Nistarim (צדיקים נסתרים), c.-à-d. les « Justes cachés », ou encore les Lamed Vav Tsadikim (ל"ו צדיקים), c.-à-d. les « 36 Justes ». Cette dernière dénomination s'abrège souvent en « Lamed Vav ». 
Le roman d'André Schwarz-Bart, Le Dernier des Justes, se réfère à cette tradition.
Le mémorial du camp de Drancy, reprenant la symbolique des Lamed Vav Tsadikim, représente les deux lettres lamed et vav.

## Tzadik ha-Dor
Dans le hassidisme, une tradition indique qu'à chaque génération, il existe une personne au potentiel de Messie mais qui ne peut advenir que si le peuple juif le mérite. Il est appelé le Tzadik ha-Dor, ce qui signifie « Tsadik de la génération ».